# La Tour-Blanche
La Tour-Blanche is een plaats en voormalige gemeente in het Franse departement Dordogne (regio Nouvelle-Aquitaine) en telt 441 inwoners (2004). De plaats maakt deel uit van het arrondissement Périgueux.

## Geschiedenis
La Tour-Blanche is op 1 januari 2017 gefuseerd met de gemeente Cercles tot de gemeente La Tour-Blanche-Cercles.  

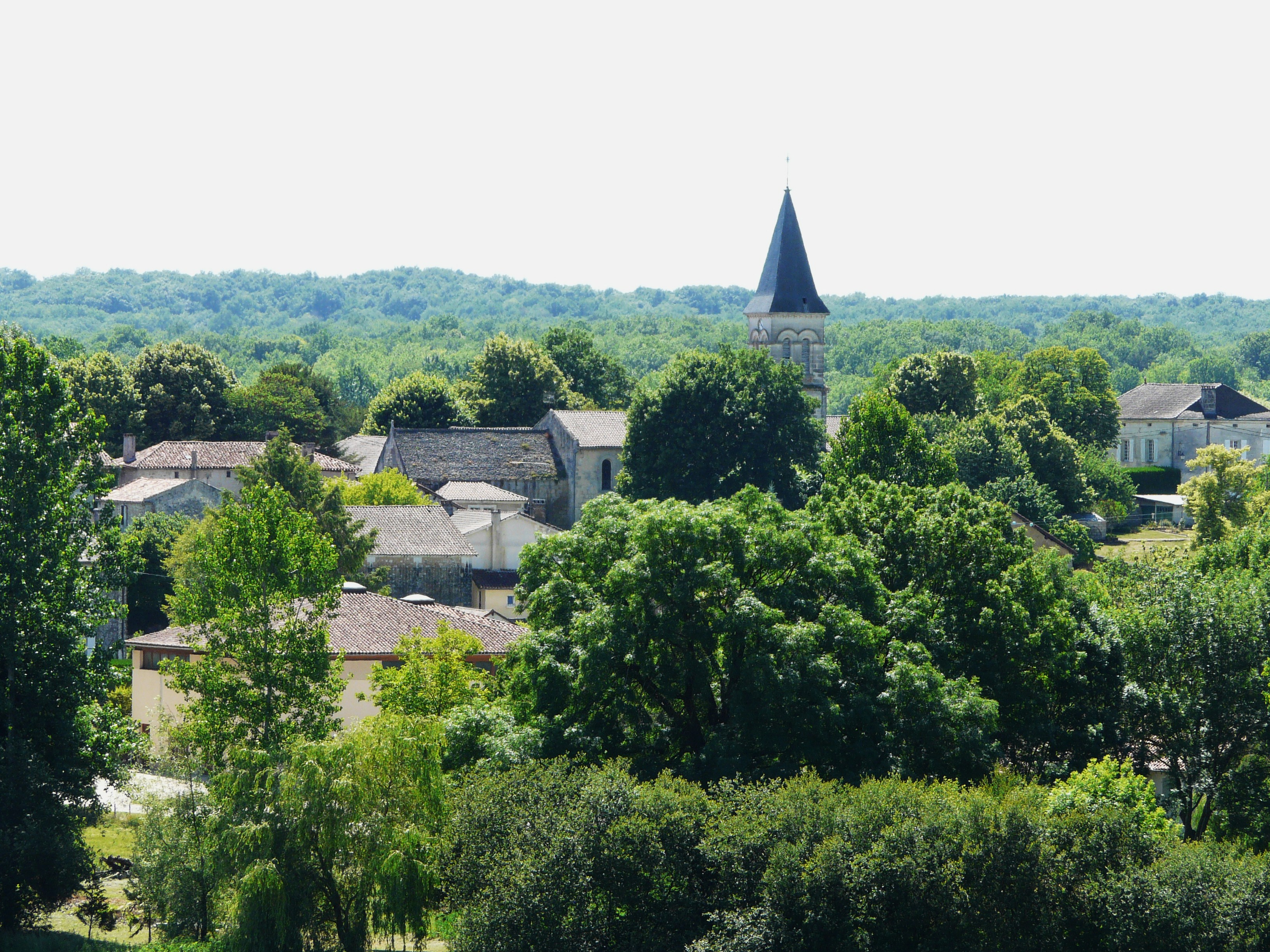
La Tour-Blanche
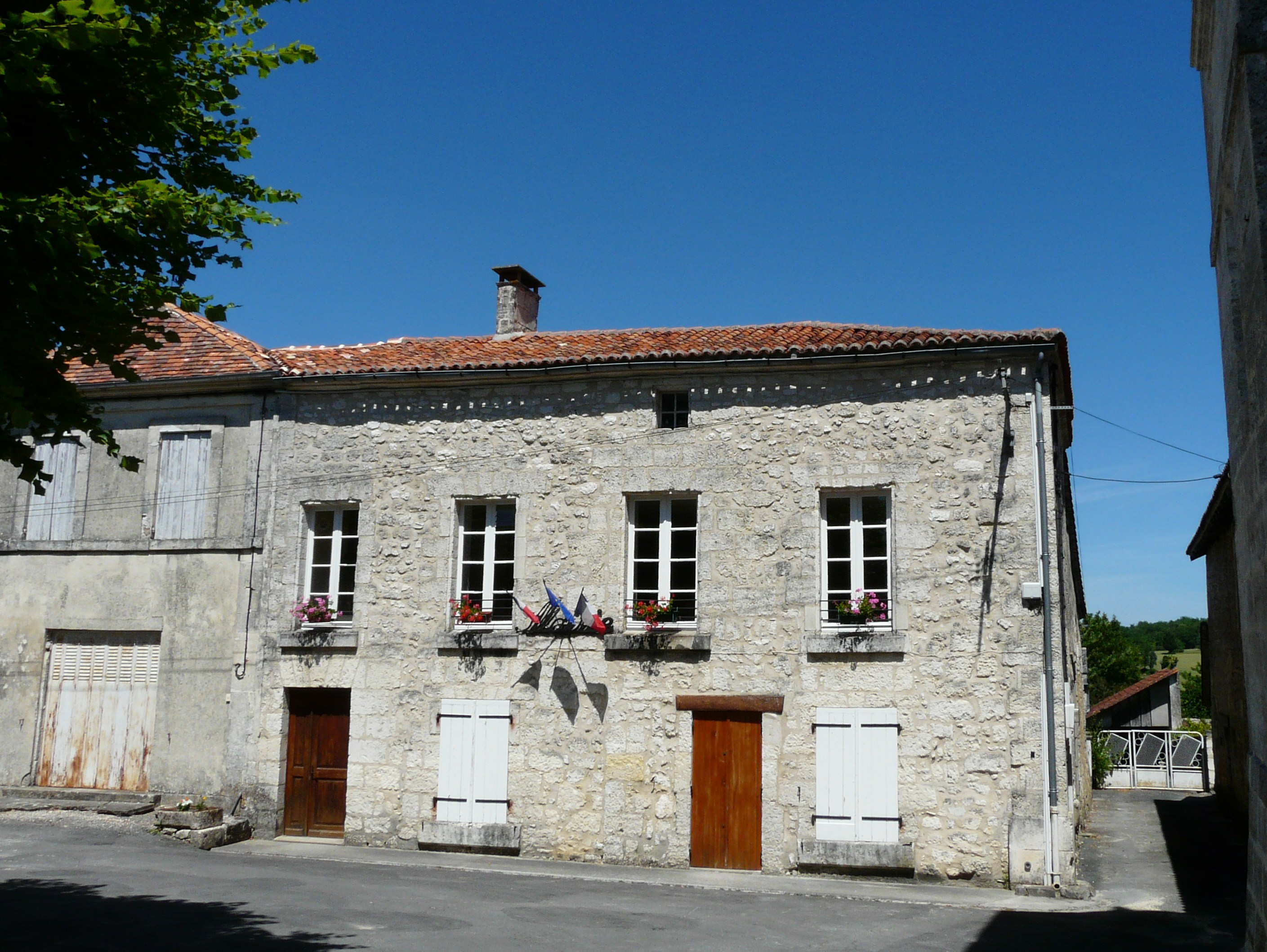
Gemeentehuis

## Geografie
De oppervlakte van La Tour-Blanche bedraagt 8,1 km², de bevolkingsdichtheid is 54,4 inwoners per km².
De onderstaande kaart toont de ligging van La Tour-Blanche met de belangrijkste infrastructuur en aangrenzende gemeenten.

## Demografie
Onderstaande figuur toont het verloop van het inwonertal.